# Diecezja Myitkyina
Diecezja Myitkyina – rzymskokatolicka diecezja w Mjanmie. Powstała w 1939 jako prefektura apostolska Bhamo. diecezja od 1961.

## Ordynariusze
- Patrizio Usher, S.S.C.M.E. † (1939–1958)
- John James Howe, S.S.C.M.E. † (1959–1976)
- Paul Zingtung Grawng (1976–2003)
- Francis Daw Tang (2004–2020)
- John Mung-ngawn La Sam (nominat)